# Cal Torres (Collsuspina)
Cal Torres és una obra de Collsuspina (Moianès) inclosa a l'Inventari del Patrimoni Arquitectònic de Catalunya.

## Descripció
Edifici civil amb teulada a dues vessant i planta quadrangular situada en una feixa i orientada a migdia. Té les cantoneres, les finestres i el portal de pedra treballada. En una de les finestres hi ha la data de 1761. A la part esquerra hi ha dependències que té funcions de quadra i graner.

## Història
Dit mas és citat en el Nomenclàtor de la província de Barcelona de 1860.